# Déborah Lassource
Déborah Lassource (født 29. september 1999 i Maisons-Laffitte, Frankrig) er en kvindelig fransk håndboldspiller, der spiller for franske Paris 92 i LFH Division 1 Féminine og Frankrigs kvindehåndboldlandshold, som venstre back.
Hun er lillesøster til landsholdspilleren, Coralie Lassource.. De spillede sammen i Paris 92 fra 2014 til 2017. 
Hun blev udtaget til landstræner Olivier Krumbholz' trup ved EM i kvindehåndbold 2022 i Nordmakedonien/Slovenien/Montenegro.